# Aeroport Internacional de Vnúkovo
L'Aeroport Internacional de Vnúkovo A. N. Túpolev (rus: Аэропорт Вну́ково имени А. Н. Туполева, Aeroport Vnúkovo ímeni A. N. Túpoleva) és un dels tres principals aeroports que serveixen la capital russa de Moscou. Situat al raion homònim, fou anomenat en honor d'Andrei Túpolev, un dels gegants de la història aeronàutica de la Unió Soviètica. Té dues pistes d'aterratge (06/24 i 01/19). Es compon de tres terminals de passatgers i una de mercaderies. Té la seva pròpia estació de metro.